# 832 TCN
832 TCN là một năm trong lịch La Mã.